# Środkowy (koszykówka)

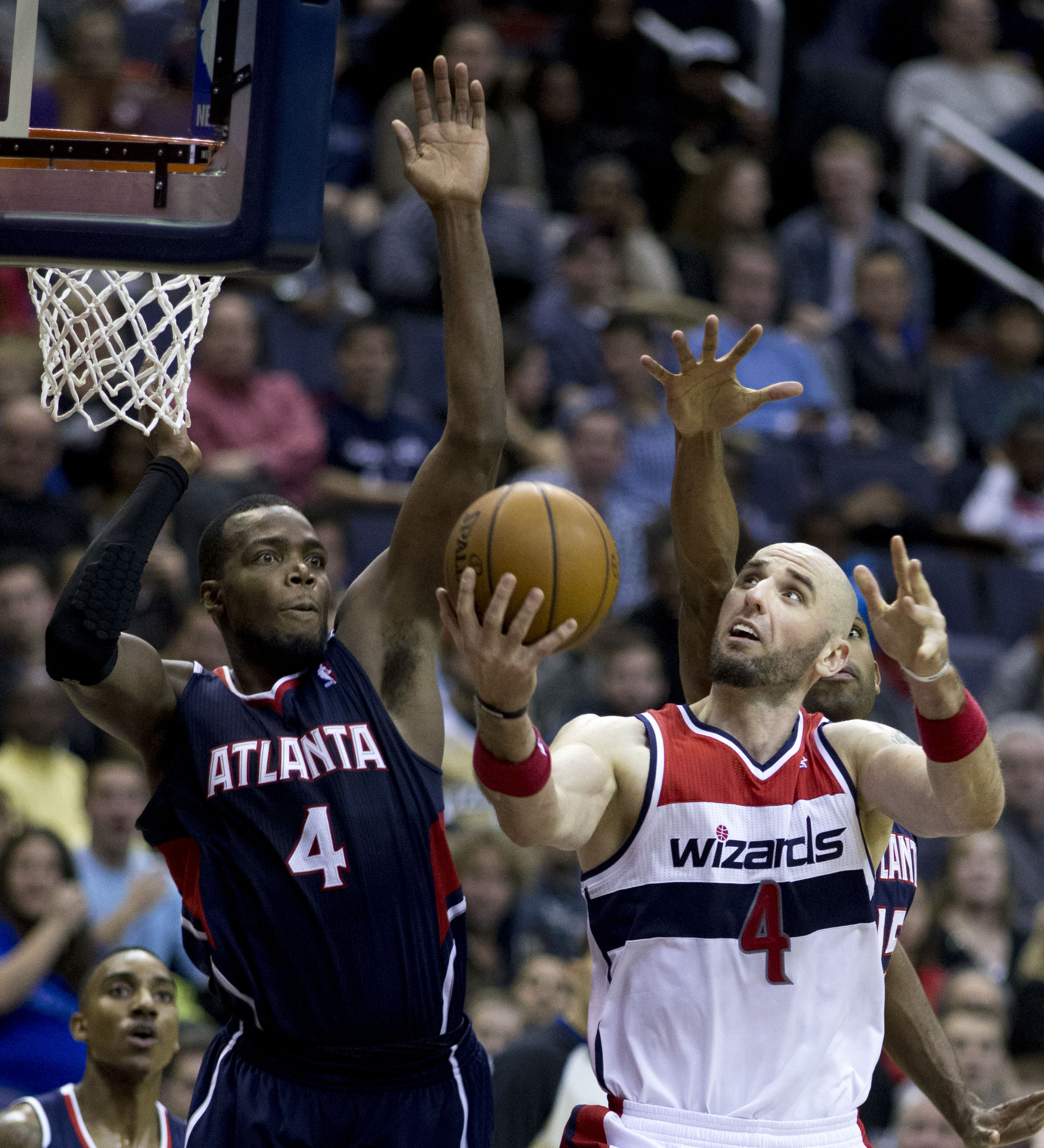
Walczący pod koszem zawodnicy, w tym atakujący center Marcin Gortat

Center, środkowy (C, 5) – zawodnik w koszykówce, którego głównym zadaniem jest zdobywanie punktów spod kosza, zbieranie piłek z tablicy i blokowanie rzutów przeciwników. Gra głównie pod koszem. Centrami zostają najwyżsi i najsilniejsi gracze w drużynie. Raczej nie wykonuje rzutów z półdystansu, ani tym bardziej rzutów za 3 punkty. Bardzo często wykonują dobitki. Jego bardzo ważną rolą jest zatrzymywanie swym ciałem rozpędzonych przeciwników, poprzez stawianie bardzo silnych zasłon.
W obronie, główną rolą środkowego, jest bronienie kosza, blokowanie przeciwników, blokowanie rzutów oraz wykonywanie zbiórek po niecelnych rzutach przeciwników.
Znani centrzy: Shaquille O’Neal, Joel Embiid, Wilt Chamberlain, Bill Russell. Znanym na świecie Polakiem grającym na pozycji środkowego jest np. Marcin Gortat. W Polsce znanym koszykarzem na tej pozycji jest też Przemysław Karnowski.